# Tarsomegamerus
Tarsomegamerus is een geslacht van kevers uit de familie bladkevers (Chrysomelidae).
De wetenschappelijke naam van het geslacht werd in 2005 gepubliceerd door Zhang.

## Soorten
- Tarsomegamerus mesozoicus Zhang, 2005